# ويليام روبرت كولتون
ويليام روبرت كولتون (بالفرنسية: William Robert Colton)‏ هو نحات فرنسي، ولد في 25 ديسمبر 1867 في باريس في فرنسا، وتوفي في 13 نوفمبر 1921 في كنزينغتون في المملكة المتحدة.